# Newton Valence
Newton Valence est une paroisse civile et un village du Hampshire, en Angleterre.